# Hooton Roberts
Hooton Roberts – wieś i civil parish w Anglii, w South Yorkshire, w dystrykcie Rotherham. W 2011 roku civil parish liczyła 210 mieszkańców. Hooton Roberts jest wspomniana w Domesday Book (1086) jako Hotun.